# Condado de Washington (Maryland)
O Condado de Washington é um dos 23 condados do Estado americano de Maryland. A sede do condado é Hagerstown, e sua maior cidade é Hagerstown. O condado possui uma área de 1 211 km² (dos quais 24 km² estão cobertos por água), uma população de 131 923 habitantes, e uma densidade populacional de 111 hab/km² (segundo o censo nacional de 2000). O condado foi fundado em 1776.